# HD126685
HD126685 — хімічно пекулярна зоря спектрального класу
A5 й має видиму зоряну величину в смузі V приблизно  9,8.